# A Fekete tó legendája
A Fekete tó legendája című rockopera 1973-ban került bemutatásra a Magyar Rádió könnyűzenei hete keretében, a Kossuth adón. Az alapdallamokat és a nagyzenekari hangszerelést Bágya András dolgozta ki, a beatrészt pedig a Gemini együttes és Orszáczky készítette.

## Történet
A műsor címe tulajdonképpen Őrségi Találkozó. Rapcsányi László mondott bevezetőt az Őrség kulturális életéről.
A rockopera egy székely népballada nyomán készült. Őrségi népballada adta a témát a rockoperához. Az igazán naiv történetek más formában a közönséghez is közel állnak. A fekete tó legendájában a tiszta szerelemről szóló történetet vad rockzenével elevenítették meg. Bágya András az alapdallamokat és a nagyzenekari hangszerelést dolgozta ki. 
A beatrészt a Gemini együttes és Orszáczky Miklós készítette. A Gonosz szerepére, mely egy erőteljes hang, Orszáczky Miklós volt a legmegfelelőbb. A Lány megformálója Koncz Zsuzsa, jellemábrázoló szinten egyénisége, amire szükség volt. A Fiú megszemélyesítője Horváth Attila. A Gonosz famulusát Máté Péter alakítja.
A Gonosz szólóinál súlyos, fenyegető hangeffektusokat, például üstdobot vettek igénybe. A Lány énekét klasszikus gitár és hegedű festette alá.

## Közreműködők
- Zeneszerző: Bágya András
- Szövegírő: Huszár Erika
- Kincs Eszter: Koncz Zsuzsa
- Boldog Balázs: Horváth Attila
- Gonosz: Orszáczky Miklós
- Famulus, a gonosz szolgája: Máté Péter
- Narrátor: Szabó György
- Kísér a Gemini együttes (Várszegi Gábor, Papp Imre, Baranski László, Bardóczi Gyula és Szabó György)
- A Stúdió 11, valamint a MÁV Szimfonikus zenekara
- Hangszerelte: Bágya András és Papp Imre
- Szerkesztő: Bolba Lajos
- Zenei rendező: Bágya András

Az egyik első magyar rockopera. A Magyar Rádióban volt hallható egyszer, de Orszáczky Miklós disszidálása után azonnal betiltották.